# Thug Misses
Thug Misses – debiutancki album amerykańskiej raperki Khia. Płytę wydano w 2002 roku w USA przez wytwórnię Artemis Records. Z tego wydawnictwa pochodzi wielki światowy hit My Neck, My Back (Lick It) oraz piosenki You my girl i The K-Wang. Pomimo że pozostałe single nie odniosły międzynarodowego sukcesu, The K-Wang doczekał się własnego tańca, który można zobaczyć w wielu filmikach na YouTube. Powodzenie pierwszego singla sprawiło, że album stał się platynowa płytą w USA (certyfikacja z września 2002 roku).

## Lista utworów
1. My Neck, My Back (Lick It) – 3:42
2. Hater (Skit) – 0:29
3. F**k Dem Other Hoes (featuring DSD) – 3:54
4. The K-Wang – 5:11
5. You My Girl (featuring Markus Vance) – 4:28
6. Jealous Girls – 2:59
7. Taz (Skit) – 0:42
8. Don’t Trust No N%$*$z (featuring DSD) – 4:20
9. Taz II (Skit) – 0:55
10. Remember Me – 4:40
11. Scooter (Skit) – 0:09
12. F*&k Dem F*&k N%$*$z (featuring DSD) – 3:28
13. I Know You Want It – 2:55
14. We Were Meant to Be (featuring Markus Vance) – 4:34
15. For My King (Tribute to the Black Man) – 1:17
16. When I Meet My King – 3:31

## Single

### My Neck, My Back (Lick It)
My Neck, My Back (Lick It) został wydany w lecie of 2002. Utwór był ogromnym sukcesem, osiągnął status złotej płyty. Ponieważ w piosence występuje wiele wulgaryzmów, musiała zostać ocenzurowana dla potrzeb radia. Powstały 2 teledyski do My neck – dla potrzeb amerykańskiego i europejskiego rynku.

### You My Girl
You My Girl, piosenka dedykowana matce artystki. Nie powtórzyła sukcesu poprzedniczki. Kontrowersyjny teledysk nigdy nie został wyemitowany w MTV.

### The K-Wang
Nigdy nie powstał oficjalny teledysk, jednak piosenka była singlem radiowym, osiągnęła spory sukces w stacjach rap, szczególnie na Florydzie i w Teksasie. Na YouTube znajduje się wiele filmików ilustrujących taniec The K-wang.

## Listy Przebojów
| Chart (2002)                          | Peak position |
| ------------------------------------- | ------------- |
| U.S. Billboard 200                    | 33            |
| U.S. Billboard Top R&B/Hip-Hop Albums | 13            |
| U.S. Billboard Top Heatseekers        | 1             |
| U.S. Billboard Top Independent Albums | 1             |